# سانتياغو كاستانيو
سانتياغو كاستانيو (بالإنجليزية: Santiago Castaño)‏ (14 أبريل 1995 في الولايات المتحدة - ) هو لاعب كرة قدم أمريكي في مركز حراسة المرمى. شارك مع منتخب الولايات المتحدة تحت 20 سنة لكرة القدم. أما مع النوادي، فقد لعب مع نيويورك ريد بولز.

## وصلات خارجية
- سانتياغو كاستانيو على موقع الدوري الأمريكي (الإنجليزية)
- سانتياغو كاستانيو على موقع قاعدة بيانات كرة القدم.إي يو (الإنجليزية)
- سانتياغو كاستانيو على موقع AS.com (الإسبانية)